# Michael Cochrane (Leichtathlet)
Michael Cochrane (* 13. August 1991) ist ein neuseeländischer Hürdenläufer, der sich auf die 400-Meter-Distanz spezialisiert hat.
Beim Leichtathletik-Continentalcup 2014 in Marrakesch wurde er Achter.
2015 siegte er bei den Leichtathletik-Ozeanienmeisterschaften. Bei den Leichtathletik-Weltmeisterschaften in Peking schied er trotz eines nationalen Rekords von 49,58 s im Vorlauf aus.